# Silvia de Ambrosini
Silvia Helain de Ambrosini (*Buenos Aires-†18 de octubre de 2011) fue una curadora, editora y crítica de arte argentina.
Fue la fundadora y editora de la prestigiosa revista ARTINF junto con Germaine Derbecq y Odile Baron Supervielle en 1970. La revista informó sobre el mundo del arte por espacio de tres décadas convirtiéndose en un referente de la actualidad artística.
Representó a Argentina en la Bienal de San Pablo y fue curadora de varias exposiciones de vanguardia.
Trabajó en el Museo Nacional de Bellas Artes y fue alumna de Jorge Romero Brest, entre otros.

## Publicaciones
- Coincidencias En Espacios/ Coincidences in Spaces: Tiempo Del Arte/ Time of the Art[4]
- Los 80 en el MAM: installaciones de 27 artistas: Museo de Arte Moderno, Buenos Aires, 1991
- Encuentros y coincidencias en el arte de América Latina entre oposiciones y antagonismos, Puerto Rico 1984
- Jorge de la Vega. Obras 1961-1971, catálogo Malba - Colección Costantini, 2004; ISBN 84-920175-5-4, 1996
- David Lamelas. La lmagen no es el territorio / David Lamelas. Image is no Longer Territory.(Buenos Aires),